# Hans von Seeckt
Johannes (Hans) Friedrich Leopold von Seeckt (Sleeswijk, 22 april 1866 - Berlijn, 27 december 1936) was een Duits generaal. In het interbellum speelde hij een prominente rol bij het camoufleren van de Duitse bewapening en het omzeilen van het Verdrag van Versailles. Hij was de man achter het "speelgoedleger".

## Jeugd en militaire carrière
In 1885 trad hij op 19-jarige leeftijd in dienst. Na een aantal jaar werd hij officier, en in 1899 werd hij na het afronden van de Krijgsacademie tot stafofficier in de keizerlijke staf benoemd. In de Eerste Wereldoorlog stond Von Seeckt aan het oostfront en op de Balkan, en werd ten slotte bevorderd tot generaal-majoor. Het laatste oorlogsjaar werd hij naar Turkije uitgezonden. In 1919 organiseerde Von Seeckt het verzet tegen het Rode Leger in de Baltische Staten. Hij leidde ook de Duitse militaire delegatie die het Verdrag van Versailles in ontvangst moest nemen. Dit was een bittere pil, en Von Seeckt nam zich voor om dit verdrag waar het maar kon, met name als het om het leger ging, te omzeilen. Hij werd chef van het nieuwe Truppenamt (Troepenbureau), in feite de voortzetting van de verboden Generale Staf.

## Troepen schieten niet op troepen (maar wel op nazi's)
In maart 1920 vond de Kapp-putsch plaats. Von Seeckt werd verzocht de illegale staatsgreep neer te slaan, maar dit weigerde hij: "Troepen schieten niet op troepen" (de putsch was georganiseerd door Freikorpsen). Desondanks werd hij op 2 april 1920 benoemd tot hoogste legerleider.
In die functie hield hij zich verre van de politiek. Van de regering verwachtte hij eenzelfde afstandelijkheid ten opzichte van de krijgsmacht. Rijkspresident Ebert werd niet uitgenodigd voor militaire parades en omgekeerd bleef Von Seeckt weg bij de jaarlijkse viering op 11 augustus van de Grondwet van Weimar. De minister van defensie had nauwelijks invloed op de heropbouw van het Duitse leger, dat zo een staat in de staat werd.
In 1923 hielp Von Seeckt, gewapend met noodvolmachten, het passieve verzet organiseren. Hij stond de regering echter bij in het neerslaan van de nazi-opstand in Beieren (Bierkellerputsch). Hij zorgde voor een verbod op zowel de NSDAP als de KPD.

## Het speelgoedleger
In de periode 1923-1930 werd Von Seeckt nogmaals bevorderd tot Generaloberst, schreef een aantal militaire boekwerken en organiseerde het leger. Dit leger mocht maar 100.000 man sterk zijn, terwijl onder andere tanks, vliegtuigen, grote slagschepen en onderzeeërs verboden waren. Tevens moest de dienstplicht worden afgeschaft. Von Seeckt wist het leger echter zo professioneel te maken, dat het in 1935 het kader kon vormen voor de nieuwe Wehrmacht. Hij deed dit door de volgende maatregelen:
- De 100.000 manschappen werden getraind in vaardigheden om hogere niveaus van verantwoordelijkheid te verwerven.
- Iedereen, van soldaat tot de hoogste officier, moest in staat zijn direct de taken van de naasthogere rang uit te oefenen;
- Toetredende rekruten kregen aantrekkelijke voorwaarden en een soldij die vijf keer zo hoog was als in alle andere landen. Hierdoor werd een militaire loopbaan aantrekkelijk en kon het leger kiezen uit de beste en meest gemotiveerde jongens;
- Er werd geoefend met kartonnen en houten replica's van tanks, zodat de manschappen ten minste ervaring opbouwden met en tegen wapens die -ook voor oefeningen- strikt verboden waren. Bij sommige oefeningen moesten soldaten zelfs met borden rondlopen die aangaven wat ze waren ("ik ben een tank", "ik ben een mitrailleursnest van 5 man");
- Op een soortgelijke manier trachtte men het verbod op vliegtuigen te omzeilen: vliegtuigen werden voor oefeningen vervangen door zweefvliegtuigen. Om deze reden heeft Duitsland nadien nog lange tijd en leidende rol in zweefvlucht gespeeld;
- Hoewel lijfstraffen en een aantal andere maatregelen afgeschaft werden, kregen de soldaten zware trainingen en oefeningen voor het opbouwen van een goede lichamelijke conditie en lichamelijke coördinatie;
- Veelbelovende officieren mochten op grond van een officieuze afspraak in de Sovjet-Unie uit 1921 militaire manoeuvres van het Rode Leger bijwonen;
- Om (linkse) soldatenopstanden zoals in 1918 te voorkomen, waarborgde het leger, althans in theorie, strikte politieke neutraliteit. Soldaten mochten niet politiek actief zijn. Om dezelfde reden werd vanaf het begin van de training aan iedere nieuwe rekruut bijgebracht dat bovendien volstrekte onvoorwaardelijke gehoorzaamheid de norm was: Befehl ist Befehl;
- De (onder)officieren kregen echter wel bij het uitvoeren van bevelen grotere vrijheid dan hun buitenlandse tegenhangers, daar ervaring de Eerste Wereldoorlog had uitgewezen dat rigide planning en beperkte keuzevrijheid die toen de norm was een leger verlamde. Een bevel hield dus in principe slechts een doelstelling in. Hoe dat doel bereikt werd, was aan de officier om te bepalen;
- In het oosten werden illegale wapendepots aangelegd, zodat de Duitse bevolking zich kon verdedigen tegen aanvallen van Poolse nationalisten;
- Om het buitenland in slaap te sussen kregen de soldaten ook cursussen die hen zouden voorbereiden op een terugkeer naar de burgermaatschappij. Hier zaten cursussen bij in kennis die ook militaire toepassingen had (bijvoorbeeld veterinaire cursussen in verband met de vele paarden die nog steeds in het leger werden ingezet), maar ook cursussen die geen militaire toepassingen hadden, zoals bijenhouden.

Het buitenland deed lacherig over het speelgoedleger, maar toen Hitler in 1935 aankondigde de dienstplicht weer in te voeren, kon hij met deze 100.000 man met officiersopleiding en -ervaring het leger binnen vier jaar uitbouwen tot 2 miljoen man. Dit ervaren en goedgetrainde kader vormde de basis voor de grote Duitse overwinningen in de eerste oorlogsjaren, en het taaie verzet in de latere jaren.

## Laatste levensjaren

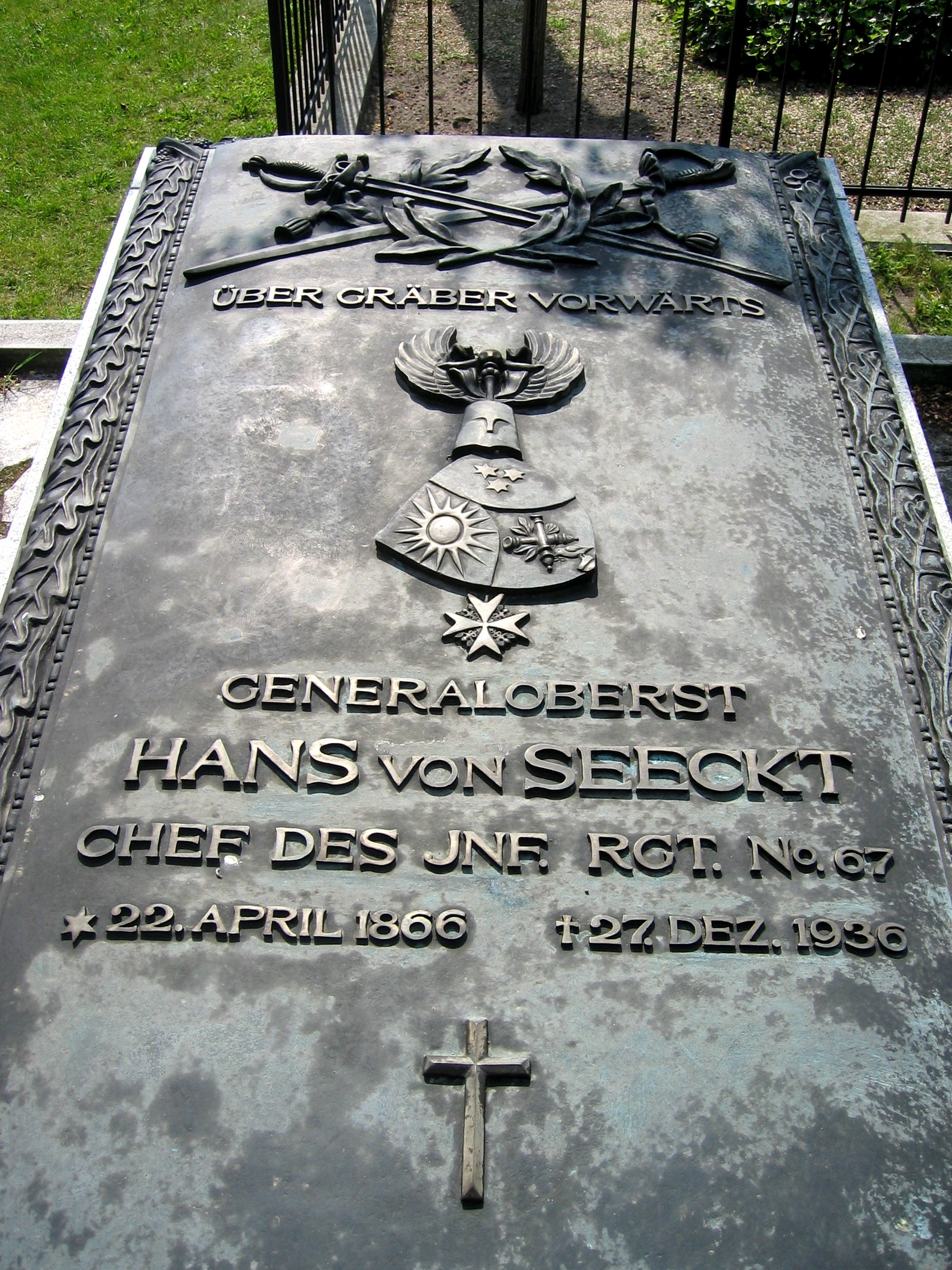
Graf van Hans von Seeckt op de Invalidenfriedhof in Berlijn

In 1930 nam Von Seeckt voor de DVP zitting in de Rijksdag. Na Hitlers machtsovername stond hij in China Chiang Kai-shek bij als militair adviseur. De aanpak die hij hier bepleitte om de Chinezen in de strijd tegen Japan bij te staan, deed erg denken aan zijn eerdere maatregelen voor het Duitse leger. In plaats van een groot inefficiënt leger dat telkens werd verslagen, bepleitte Von Seeckt een klein, professioneel en goed bewapend leger, dat een guerrilla-achtige 'hit and run' strategie zou toepassen en gebruik zou maken van de ruimte en de vele verdedigingsmogelijkheden die het ruime Chinese achterland bood. Hoewel geen definitieve overwinning werd geboekt, liet het succes van deze moderne divisies zien dat Japan beslist niet onkwetsbaar was.
In 1935 keerde Von Seeckt echter terug naar Berlijn waar hij op 27 december 1936 op 70-jarige leeftijd overleed.

## Militaire loopbaan
- Kadett: 1885[3]
- Sekonde-Leutnant: 15 januari 1887[3]
- Premier-Leutnant: 27 januari 1894[3]
- Hauptmann: 27 januari 1900[3]
- Major: 17 november 1906[3]
- Oberstleutnant: 4 april 1913[3]
- Oberst: 27 januari 1915[3]
- Generalmajor: 26 juni 1915[3]
- Generalleutnant: juni 1920
- General der Infanterie:
- Generaloberst: januari 1926

## Decoraties
- Pour le Mérite met Eikenloof
- Pour le Mérite op 14 mei 1915[3]
- IJzeren Kruis 1914, 1e Klasse en 2e Klasse[4]
- Orde van de Rode Adelaar, 4e Klasse met Kroon[4]
- Kroonorde (Pruisen), 3e Klasse[4]
- Onderscheiding voor Trouwe Dienst (Pruisen)[4]
- Commandeur in de Militaire Max Joseph-Orde[4]
- Orde van Militaire Verdienste (Beieren), 2e Klasse[4]
- Ridder der Tweede Klasse in de Albrechtsorde met Zwaarden[4]
- Commandeur in de Kroonorde (Württemberg)[4]
- Algemeen Ereteken (Hessen-Darmstadt)[4]
- Hanseatenkruis Hamburg[4]
- Militair Kruis van Verdienste (Mecklenburg-Schwerin), 1e Klasse[4]
- Friedrich August-Kruis, 1e Klasse[4]
- Commandeur, 1e Klasse in de Saksisch-Ernestijnse Huisorde met Zwaarden[4]
- Commandeur in de Orde van de Heilige Stefanus[4]
- Leopoldsorde (Oostenrijk), 1e Klasse[4]
- Orde van de IJzeren Kroon (Oostenrijk), 1e Klasse met Oorlogsdecoratie[4]
- Kruis voor Militaire Verdienste (Oostenrijk-Hongarije), 2e klasse met Oorlogsdecoratie[4]
- Ster voor Verdienste voor het Rode Kruis[4]
- Medaille van de Orde van de Eer[4]
- Orde van Osmanie, 1e Klasse met Sabel[4]
- Orde van Mejidie, 1e Klasse met Sabel[4]
- IJzeren Halve Maan[4]
- Militaire Orde voor Dapperheid in de Oorlog (Koninkrijk Bulgarije), 2e Klasse[4]
- Grootkruis in de Militaire Orde van Verdienste (Bulgarije)[4]

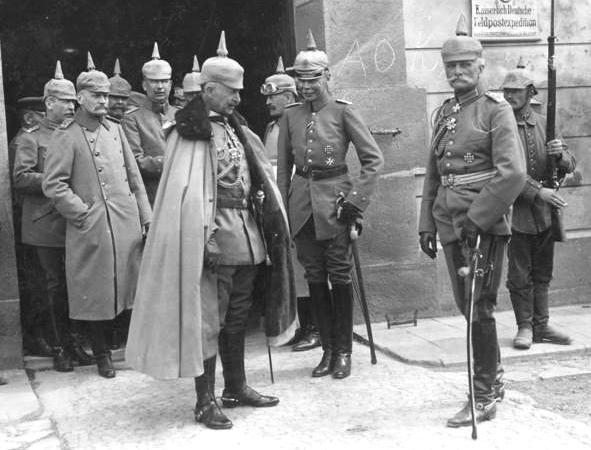
Hans von Seeckt (3de van rechts) naast Wilhelm II. (midden) en von Mackensen (2e van rechts), 1915.
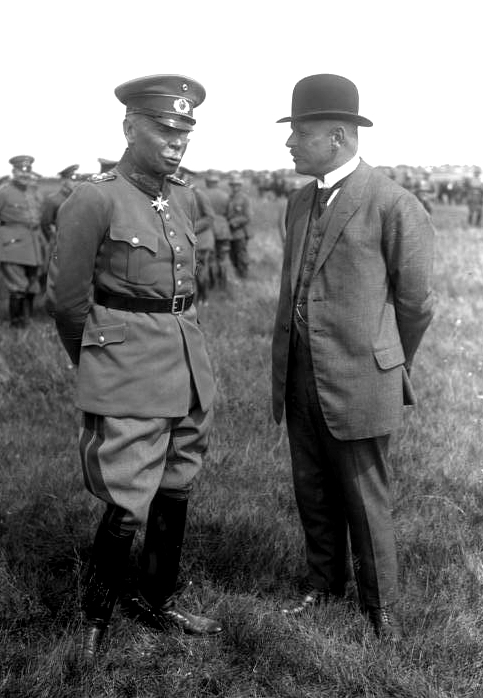
Hans von Seeckt en Otto Geßler.
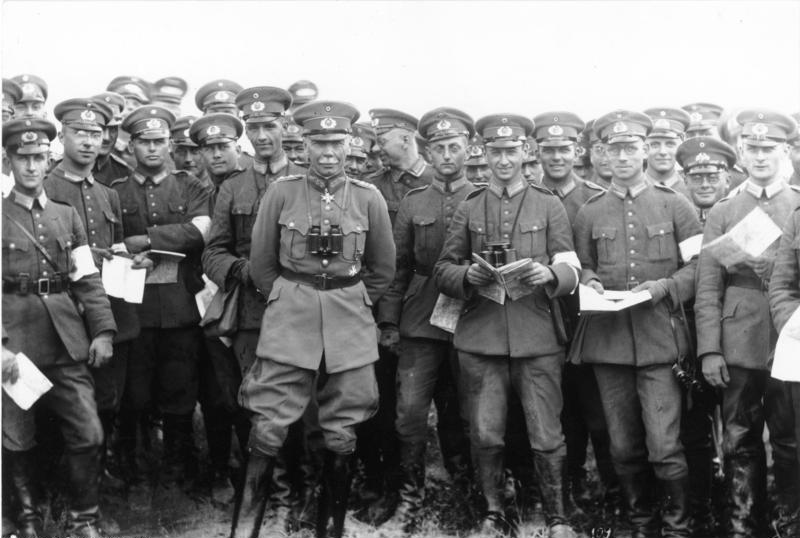
Seeckt met Duitse officieren bij manoeuvres in Thüringen, 1925.
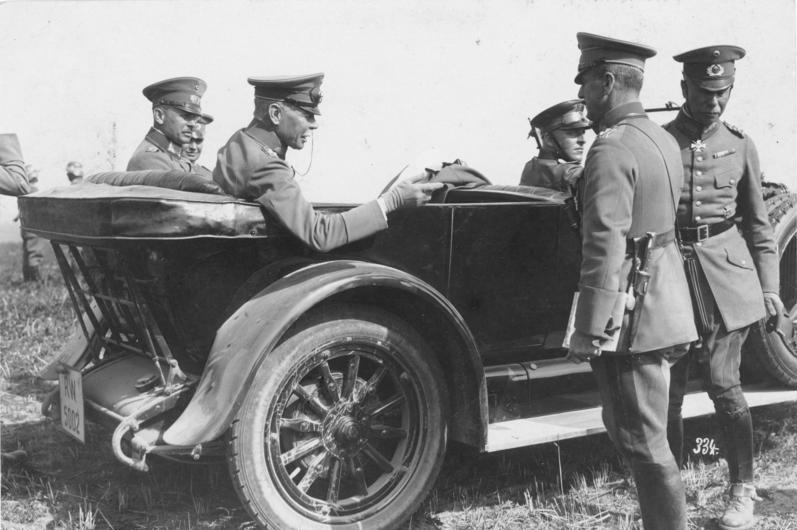
Seeckt tijdens manoeuvres, 1926.
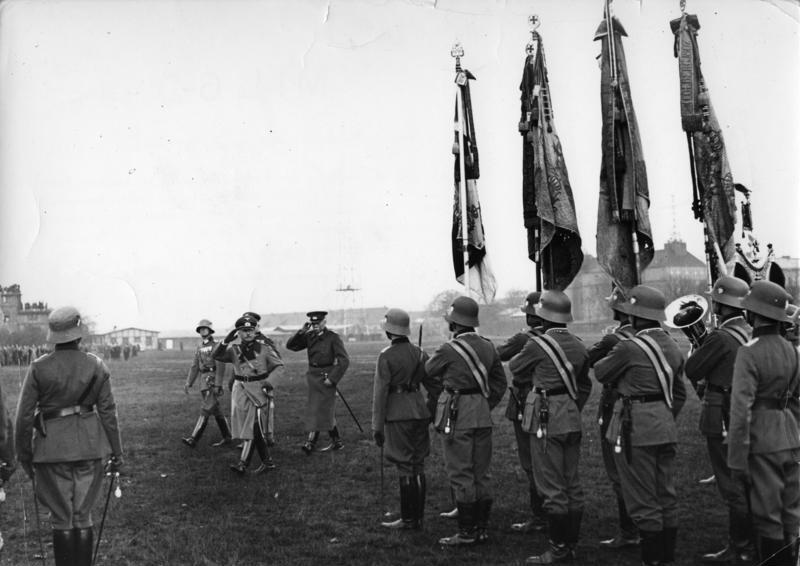
Seeckt tijdens een inspectie van de rekruten, 7 november 1935.
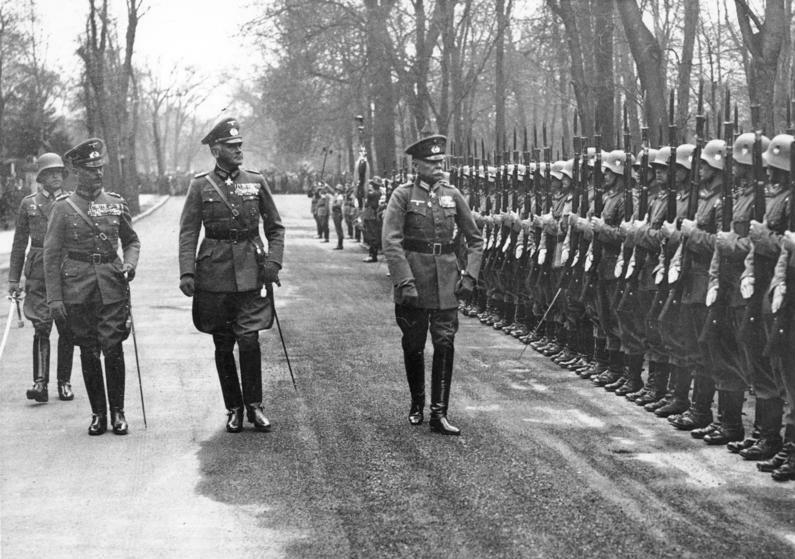
Seeckt inspecteert de erewacht ter gelegenheid van zijn 70ste verjaardag, met Blomberg, 1936